# Вільне (Лозівський район)
Ві́льне —  село в Україні, у Лозівській міській громаді Лозівського району Харківської області. Населення становить 37 осіб. До 2020 орган місцевого самоврядування — Чернігівська сільська рада.

## Географія
Село Вільне знаходиться в балці Злодійка по якій протікає пересихаючий струмок з загатою. Струмок через 4 км впадає в річку Лозова. На відстані 2 км знаходиться селище Чернігівське. На відстані 1 км проходить залізниця, станція Прядкін. За 2 км проходить автомобільна дорога Т 2107.

## Історія
- 1929 — дата заснування як хутір Вільний.
- 1965 — перейменоване в село Вільне.
- 12 червня 2020 року, відповідно до Розпорядження Кабінету Міністрів України  № 725-р «Про визначення адміністративних центрів та затвердження територій територіальних громад Харківської області», увійшло до складу Лозівської міської громади.[1]
- 17 липня 2020 року, в результаті адміністративно-територіальної реформи та ліквідації колишнього Лозівського району (1923—2020), увійшло до складу новоутвореного Лозівського району Харківської області.[2]